# Archivel
Archivel es una pedanía española, perteneciente al municipio de Caravaca de la Cruz, en la Región de Murcia. Está situada en la parte central de la comarca del Noroeste, entre las pedanías de Barranda (Caravaca) y Campo de San Juan (Moratalla).
Cuenta con una población de 1170 habitantes.

## Geografía
La pedanía de Archivel comprende, además del núcleo principal, los caseríos de Casicas y Noguericas, más un conjunto de viviendas diseminadas. La pedanía consta de 627 viviendas, de las que 137 (el 22 %) están vacías o solo se usan temporalmente [cita requerida].
Archivel se sitúa concretamente en el corredor que se dirige hacia el Campo de San Juan (Moratalla), en la cuenca del río Argos, el oeste del término de Caravaca de la Cruz. La altitud del núcleo principal es de 905 metros sobre el nivel del mar.

## Historia
Sobre el nombre de Archivel se viene especulando ya desde finales del siglo XVI. Así, Robles Corbalán se refiere a él cuando deja constancia de una lápida descubierta en su época en la Encarnación, en la que aparece el nombre de Argos y la identifica con una ciudad romana de la zona que puede ser, según el mencionado autor, Archivel. El padre Cuenca, natural de Caravaca y perteneciente a la acaudalada familia, de origen ceheginero, de los Cuenca Fernández-Piñero, en el siglo XVIII, basándose en el anterior identifica también Argos con Archivel. Y en el mismo siglo, a finales, Lozano, basándose en Ptolomeo, considera que la ciudad antigua existente en Archivel pudo ser Vergilia. Ya en el siglo XIX, Fernández Guerra consideró que su nombre de origen ibérico, bastetano, era el de Arcilacis, de donde derivaría hasta Archivel.
De cualquier modo, el topónimo Archivel, como tal, aparece ya consolidado en el siglo XIV, y atestiguado en el XVI como ocurre en 1571 en una referencia de lugares afectados por una plaga de langosta
La historia de Archivel aporta un rico patrimonio arqueológico a la Región de Murcia. La calidad y fertilidad de sus tierras, junto con la presencia de ricos manantiales de agua, hicieron de Archivel un lugar privilegiado para el asentamiento.
En las laderas del Cerro de la Fuente han aparecido vestigios de un poblamiento de la Edad del Cobre con continuidad en un asentamiento argárico del Segundo milenio a. C. En la actualidad se conserva en perfecto estado el trazado del recinto amurallado el cual, elaborado a base de sillar irregular, cerca la parte alta del cerro.
La presencia musulmana en la zona resulta escasa, casi nula, y sería tras dos siglos de despoblación cuando en el XV se inició una repoblación en el territorio archivelero que definió su actual configuración.
La villa de Archivel siempre estuvo vinculada al concejo de Caravaca de la Cruz aunque en el siglo XIX durante un período de trece años, contó con Ayuntamiento propio.

## Monumentos

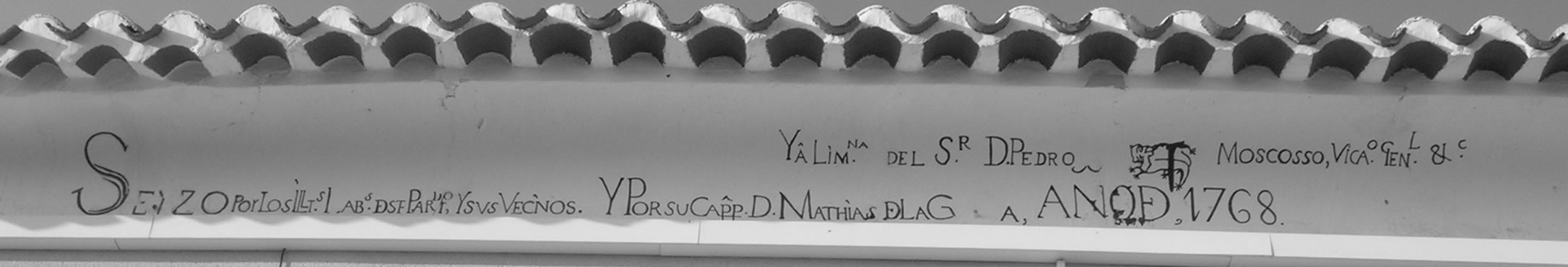
Iglesia de Archivel: detalle de la inscripción que describe la fecha y circunstancias de su construcción en 1768.

Gran parte del pueblo descansa sobre una necrópolis celtíbera en cuyos alrededores han sido hallados numerosos yacimientos arqueológicos. En el Cerro de la Fuente, comúnmente conocido en el pueblo como «El Santo», se ha excavado un castellum romano de época tardorrepublicana, fechado en la época de las guerras civiles entre Pompeyo y Julio César.
Este poblado presenta una planta circular irregular, que estuvo delimitada por lo que, hoy día, no son más que las bases de una muralla que contó con una torre defensiva junto a la puerta de entrada. Pese al mal estado de conservación del conjunto, aún se conservan los "cimientos" de las casas que hace siglos formaron un punto militarmente estratégico, dada su privilegiada situación. A partir del siglo XVI, momento en que se inició el repoblamiento del campo de Caravaca, los vecinos de Archivel hicieron uso de las piedras ya talladas del antiguo poblado para edificar sus casas, siendo éste uno de los principales causantes de su estado actual.

## Naturaleza

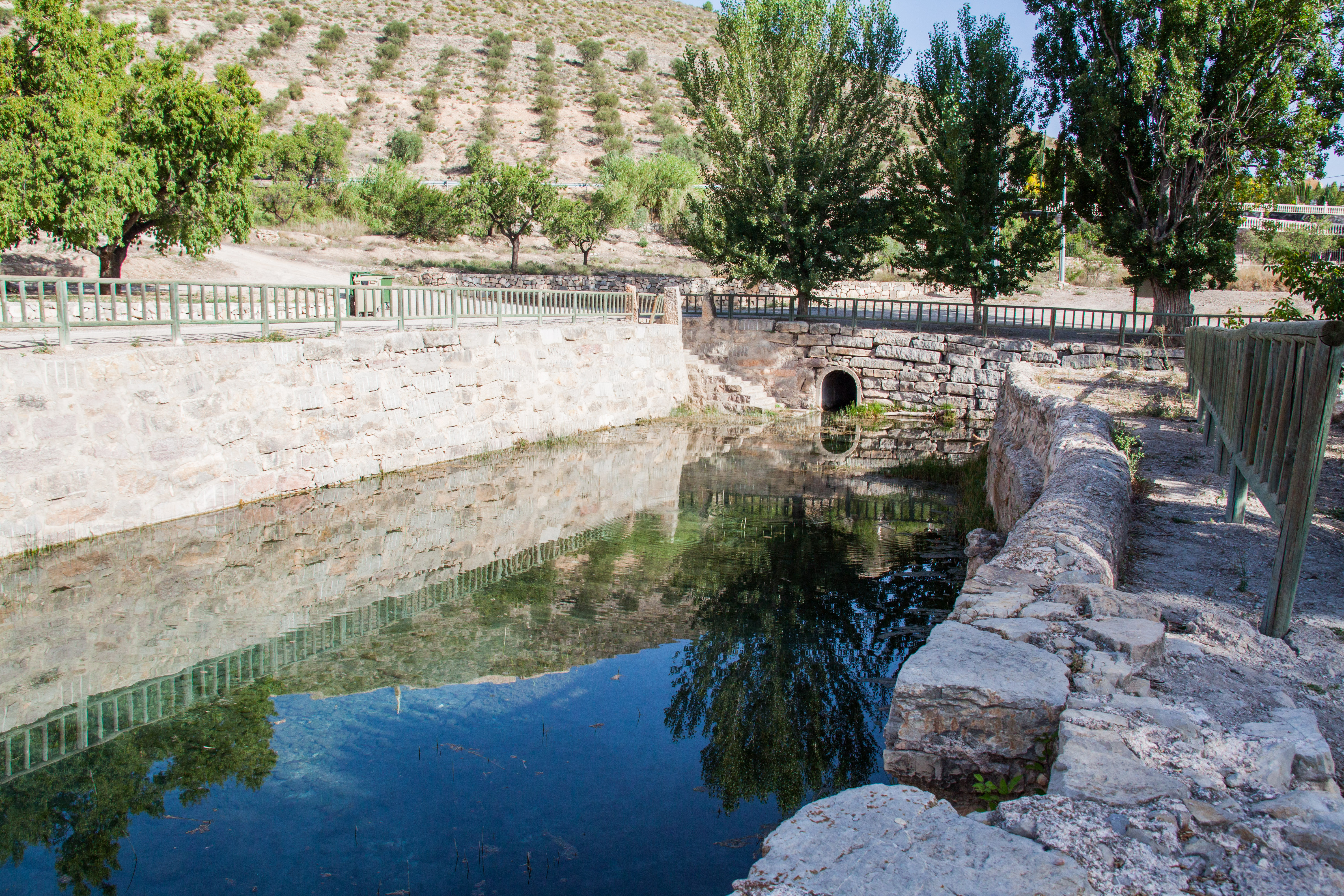
Fuente de la Muralla, junto a Archivel

La pedanía de Archivel está circundada por varias sierras entre las que destacan Serrata de Caneja, Sierra de Mojantes y Majada de las Vacas, caracterizadas tanto por la presencia de grandes carrascales como de pinares de carrascos, al igual que de sabinares y pinares de pino laricio.
En la actualidad, la Sierra de Mojantes ha sido declarada como Área de Interés Natural (AIN) y Área de Protección de Fauna por la existencia de especies como la cabra montés.
Pero estas elevaciones montañosas y su vegetación contrastan con distintos humedales emplazados en la localidad, como Los Ojos de Archivel, La Fuente de la Muralla y La Loma Ancha, totalmente canalizado en la actualidad a través de los canales del Taibilla, los cuales constituyen magníficas muestras de patrimonio natural.
Estos ecosistemas acuáticos se encuentran habitados por especies vegetales y de fauna que conviven en total armonía, dado el clima existente en esta zona y la extraordinaria calidad del agua emanada de los nacimientos. Poseen valor como hábitat de plantas e invertebrados acuáticos, así como de anfibios, reptiles e incluso peces. En el paraje natural de la Fuente de la Muralla se han concitado poblaciones de barbos, capaces en algún caso de atraer a aves piscívoras, como la Garza Real.
El Nacimiento de la Fuente de la Muralla es un nacimiento de agua natural, conocido por todos los habitantes de Archivel por tener en uno de sus lados una muralla con la que conforma un pequeño lago. Tras las obras de rehabilitación el paraje cuenta con un parque infantil, merenderos y barbacoa, así como con un bonito mirador.
Se encuentra en la salida del pueblo y en los últimos años se han producido reformas en sus alrededores, instalándose un área recreativa con bancos y arbolado, así como una valla de protección y un aparcamiento.

## Patrimonio inmaterial

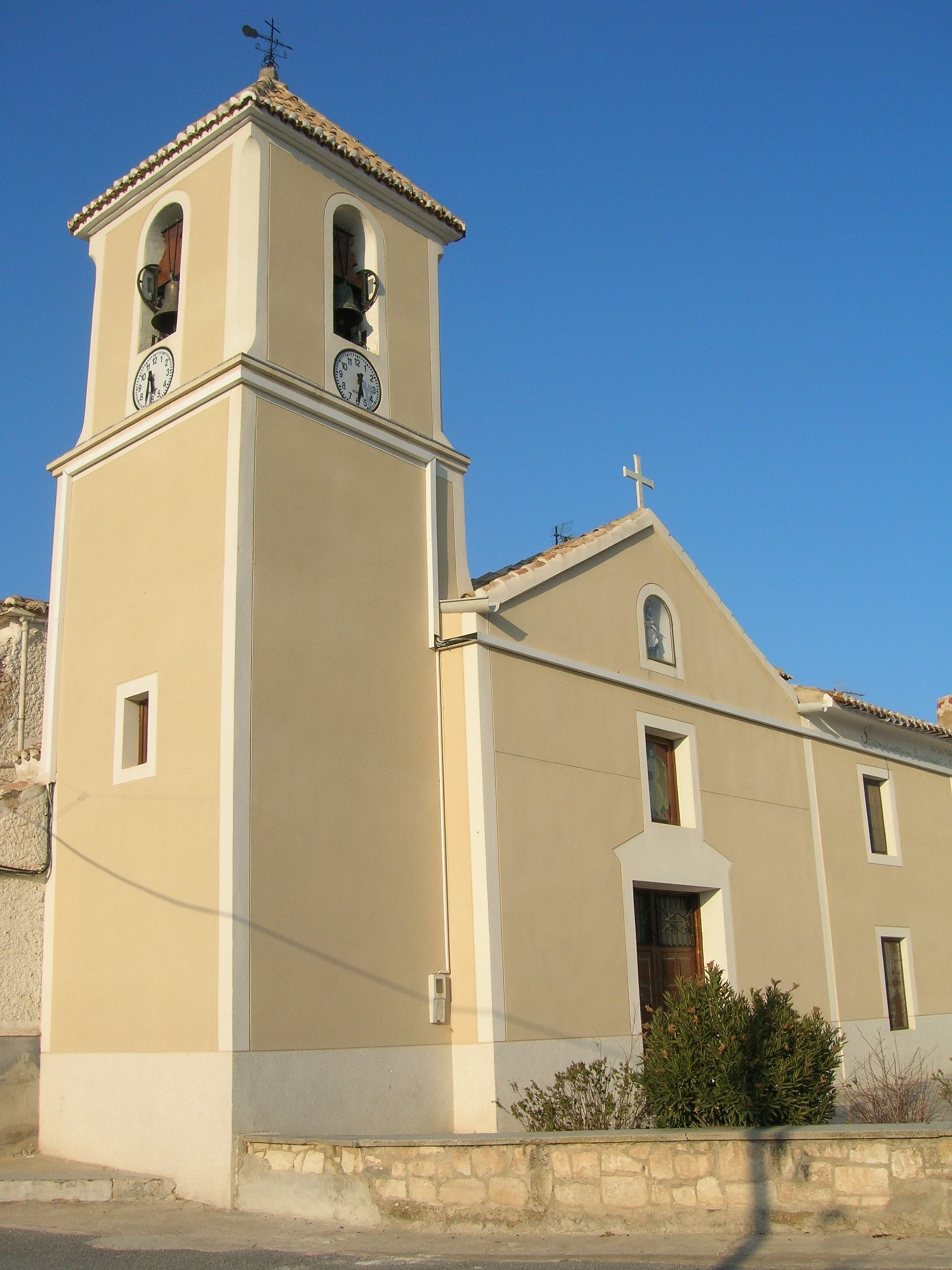
Iglesia de Archivel.

Las Fiestas Patronales en honor a Santa Bárbara se celebran del 4 al 8 de diciembre, coincidiendo con la onomástica de la patrona.
La devoción archivelera a Santa Bárbara y a su copatrona la Virgen de la Esperanza se entrelaza con el ambiente netamente lúdico. Durante los festejos se desarrollan misas en honor a las imágenes, así como verbenas, concursos gastronómicos, ofrendas florales y juegos infantiles por todas las calles y plazas del pueblo.
La villa de Archivel engalana calles y balcones para crear un ambiente festivo en su homenaje a Santa Bárbara.
Estas fiestas cuentan con una gran tradición histórica y han seguido intactas a pesar del paso del tiempo. Como ejemplo se pueden encontrar las romerías, organizadas por los romeros para hacer rogativas por sus cosechas.

## Gastronomía
La gastronomía en Archivel, como el resto de las pedanías de Caravaca de la Cruz, se encuentra muy bien surtida con los productos agrícolas y ganaderos de la zona. Como plato estrella destacan las tradicionales migas que tienen el trigo como principal ingrediente. Además de las múltiples recetas que se elaboran de migas, resaltan también unos excelentes desenvolvimientos culinarios con el arroz y la carne para lo que se tiene como base una materia prima de excelente calidad.
Se trata de una tierra rica en frutas y hortalizas que unidas al cerdo y al cordero segureño, dan como resultado algunos de los platos más típicos: tartera caravaqueña, olla caravaqueña, arroz con conejo o empedrado con liebre.
De los productos derivados de la matanza del cerdo surgen infinidad de guisos y embutidos, como la olla de cerdo o los "envueltos de cabeza". Además los fogones de la localidad suelen cocinar una gran variedad de potajes como el de calabaza, de espinacas, de acelgas, de apio, de pencas, de hinojo, de collejas, carmelitano, etc.
Repostería :
Los dulces de Archivel y por extensión los de Caravaca de la Cruz son muy conocidos en la Región de Murcia, destacando las famosas yemas y el alfajor (típico dulce navideño de la Comarca), de origen árabe. Se trata de una repostería que se caracteriza por utilizar productos de calidad como la exquisita masa de miel, que al mezclarse con pan rallado y frutos secos seleccionados producen una gran variedad de dulces.